# バリー・ユアグロー
バリー・ユアグロー（Barry Yourgrau、1949年‐）は、小説家。南アフリカ生まれ、1959年よりアメリカ合衆国に住む。奇想天外なアイデアを含むショートショートを得意としており、多くの作品が超短編小説である。
パフォーマンスと称した自作の朗読会を行っている。映画にも出演しており、自身の著書である『セックスの哀しみ』の映画版では主役を演じている。

## 主要作品
- 『A Man Jumps Out of an Airplane』（1984）
- 『Wearing Dad's Head』（1987）
  - 日本訳は上記二冊を合本で『一人の男が飛行機から飛び降りる』柴田元幸訳、新潮文庫
- 『The Sadness of Sex』（1995）/『セックスの哀しみ』、柴田元幸訳、白水Ｕブックス
- 『Hanted Traveller: An Imaginary Memoir』(1999) /『憑かれた旅人』、柴田元幸訳、新潮社
- 『My Curious Uncle Dudley』（2004）/『ぼくの不思議なダドリーおじさん』、坂野由紀子訳、白水社
- 『ケータイ・ストーリーズ』（2005、柴田元幸訳、新潮社）
- 『NASTYbook』（2005）/『たちの悪い話』、柴田元幸訳、新潮社
- 『Another NASTYbook: The Curse of the Tweeties』（2006）
- 『Yet Another  NASTYbook: Mininasties』（2007、『ケータイ・ストーリーズ』アメリカ版）
- 『GANGSTER FABLES』（2010）/『真夜中のギャングたち』、柴田元幸訳、ヴィレッジブックス
- 『東京ゴースト・シティ』（2021、柴田元幸訳、新潮社）

## エピソード
双子である。双子であることについて、個人性というものがいつも危機にさらされていると感じていたため、意識的に自分を確立するための手段として、派閥というものに属さないようにしていると語っている。